# Kos internationella flygplats
Kos internationella flygplats "Hippokrates" (IATA: KGS, ICAO: LGKO) (grekiska: Κρατικός Αερολιμένας Κω "Ιπποκράτης") är en internationell flygplats på ön Kos i den grekiska övärlden.